# Țara norilor purpurii
Țara norilor purpurii (în rusă: Страна багровых туч, Strana bagrovykh tuch) este un roman științifico-fantastic de aventuri publicat în 1959 care a fost scris de Arkadi și Boris Strugațki în perioada 1952-1957. Romanul este considerat primul din seria Universul Amiază, care mai cuprinde romane ca E greu să fii zeu (1964), Insula locuită (1969), Scarabeul în mușuroi (1980), Valurile liniștesc vântul (1985) și altele. În romanul Țara norilor purpurii apar pentru prima dată eroii fraților Strugațki: Bîkov, Iurkovski, Dauge și Krutikov.
Romanul descrie o expediție grea și primejdioasă a echipajului unei nave spațiale cu motor fotonic pe planeta Venus. Pe 23 iulie 2019, a fost creat un Google Doodle pentru a comemora cea de-a 60-a aniversare de la publicarea romanului.

## Prezentare
O navă spațială, propulsată de un prototip de motor fotonic, pornește spre Venus la sfârșitul secolului al XX-lea, care la acea vreme este o planetă enigmatică și neexplorată acoperită de nori. Sarcinile echipajului sunt a) testarea prototipului motorului în condiții de teren și b) localizarea și setarea radiobalizelor pe așa-numita „Uranium Golconda” (un loc cu zăcăminte incredibil de mari de metale grele), probabil, găsit undeva pe a doua planetă a sistemului solar.
Pe măsură ce echipajul se aventurează în adâncurile lui Venus, pericole necunoscute îi elimină unul câte unul, așa că doar patru din șase se întorc acasă după îndeplinirea misiunii - toți grav afectați, atât fizic, cât și psihic. Cu toate acestea, isprava lor a fost prima piatră de hotar în colonizarea lui Venus și primul pas în secolul al XXI-lea. 

## Cuprins

### Partea întâi –Poligonul nr. 7
Romanul are loc în anii 1990, în statul fictiv Uniunea Republicilor Sovietice Comuniste. Narațiunea se desfășoară la persoana a treia, evenimentele sunt prezentate în principal din poziția lui Alexei Bîkov, specialist în vehicule de transport cu propulsie nucleară, care a lucrat în deșertul Gobi timp de trei ani. Bîkov este trimis la Moscova, la Comitetul de Stat pentru Comunicațiile Interplanetare (C.S.C.I.); acolo primește o ofertă de a participa la o expediție planificată pe Venus. Bîkov este surprins, nu s-a gândit niciodată să lucreze ca astronaut, dar este de acord și devine membru al echipajului navei spațiale Hius-2. În echipajul de pe Hius se află prietenul său de la locul de muncă din Gobi, geologul Grigori Dauge. Comandantul expediției este Anatoli Borisovici Ermakov, pilotul Bogdan Spițîn, navigatorul Mihail Krutikov și geologul Vladimir Iurkovski. Acesta din urmă este în mod clar nemulțumit de apariția lui Bîkov, deoarece a fost aprobat în expediție în locul vechiului său prieten Iurkovski.
Bîkov, împreună cu restul echipajului, urmează o pregătire premergătoare zborului și află detaliile viitoarei expediții. Prima sarcină este de a testa motorul fotonic al navei și de a evalua dacă este adecvat pentru zborul către planetele cu condiții atmosferice severe. A doua sarcină este să afle cum să aterizeze în siguranță pe Venus. Pe planetă, a fost descoperită o regiune anormală numită "Golconda uranică" (într-una dintre următoarele cărți ale ciclului se specifică faptul că Golconda a apărut ca urmare a coliziunii lui Venus cu un meteorit din antimaterie). Această zonă este excepțional de bogată în minereuri de elemente grele; concentrația lor este atât de mare încât apar reacții spontane în lanț care continuă în solul planetei. Dar cercetarea și exploatarea industrială a Golcondei este imposibilă - puterea insuficientă a rachetelor nucleare și raza lor scurtă de acțiune, lipsa de date exacte privind geografia suprafeței planetei și natura frenetică și imprevizibilă a atmosferei lui Venus fac ca o încercare de a ateriza pe planetă să fie sinonimă cu sinuciderea. Din cele opt nave care au încercat să aterizeze pe Venus, șase s-au prăbușit, iar din mai mult de o duzină de exploratori, doar doi s-au întors; unul dintre ei este comandantul Ermakov. Acum toate speranțele sunt legate de nava Hius-2, care are un motor mult mai puternic și o manevrabilitate mult mai mare. Cercetașii vor ateriza cât mai aproape posibil de granițele regiunii Golconda, vor găsi sau vor construi o rampă de aterizare pe care ar putea coborî toate tipurile de nave spațiale și o vor dota cu balize radio pentru o conducere precisă.

### Partea a doua –Spațiul și oamenii
Hius-2 decolează de pe Pământ și se îndreaptă spre Venus. Bîkov se familiarizează în practică cu particularitățile zborului spațial și, de asemenea, află despre unele nuanțe neanunțate ale expediției lor. Motorul fotonic este un prototip experimental. În spatele lui se află Kraiuhin, profesorul lui Ermakov, care este responsabil pentru organizarea expediției. Dar el are adversari: cei care au considerat o utopie ideea unei nave fotonice vor fi fericiți dacă Hius-2 nu se va ridica la înălțimea așteptărilor, mai ales că predecesorul său, Hius-1, dintr-un motiv necunoscut, a explodat în timpul unui zbor de testare. Pentru a îndeplini sarcina principală a expediției - crearea unei rampe în apropiere de Golconda - Ermakov poate și trebuie să-și asume riscuri, dar ca student al lui Kraiuhin cu care se aseamănă, el înțelege că, dacă finalizează sarcina, dar nu se întoarce pe Pământ, acest lucru va fi cu siguranță folosit ca argument pentru a discredita o direcție extrem de promițătoare a tehnologiei spațiale.
În timpul călătoriei, nava trece printr-un flux de protoni solari care au străpuns cuirasa din aliaj de titan, lucru care aproape că îi costă viața pe membrii echipajului, apoi se pierde brusc contactul cu Pământul, deși toate echipamentele sunt în stare bună de funcționare. Motivele sunt neclare, există doar o presupunere că acest efect ciudat este o consecință a unor caracteristici necunoscute ale spațiului, manifestate la viteze mari de zbor. În timpul întreruperilor de comunicare, echipajul de pe Hius-2 asistă la tragedie: primește un semnal de ajutor de la o navă spațială care s-a prăbușit în apropiere de planeta Marte, prin care ultimul astronaut supraviețuitor, după ce a realizat că nu are suficient oxigen pentru a aștepta ajutor, își ia la revedere și deschide el însuși trapele navei.
Ajungând pe orbita planetei Venus, expediția vizitează stația orbitală Țiolkovski (satelitul artificial al lui Venus), de unde are loc principalul studiu al planetei, și apoi se pregătesc să aterizeze cu Hius-2 pe Venus.

### Partea a treia –Pe malul Golcondei uranice
Aterizarea are loc la câteva sute de kilometri de granițele Golcondei, pe o mlaștină înconjurată de un inel de roci. Poziția navei Hius-2 este nesigură: poate eșua și se poate scufunda, dar o încercare de a zbura peste munți pe o distanță scurtă fără mijloace de navigație este și mai periculoasă. Lăsându-l pe Krutikov la datorie pe Hius, echipajul se deplasează cu un vehicul de teren nuclear, sperând că, după pregătirea locului de lansare a navelor și instalarea balizelor, Hius se va reorienta și îi va prelua. 
Pe drum, în timp ce trec de un lanț muntos, Spițîn dispare fără urmă. În căutarea sa, membrii expediției caută întreaga zonă înconjurătoare, dar în zadar. Când își dau seama că Spițîn a rămas fără oxigen odată cu trecerea timpului, Spițîn dă comanda de a se continua expediția. Bîkov îl pune cu forța pe Iurkovski în vehiculul de teren, care nu vrea să renunțe la căutare, ceea ce sporește și mai mult antipatia lui Iurkovski față de Bîkov.
După munți se află un deșert peste care se profilează un cer roșu cu nori purpurii: Golconda radioactivă luminează mereu cerul și niciodată nu este noapte în această regiune. Expediția merge în Golconda, caută un loc potrivit pentru o bază de lansare și apoi începe să echipeze baza, aruncând în aer rocile care încurcă buna funcționare a bazei. Toate personajele suferă de radiații. Grigori Dauge se îmbolnăvește de o misterioasă "febră a nisipului", în care starea normală alternează cu perioade de confuzie a minții; în astfel de perioade, Dauge trage cu arma în șerpi inexistenți, apoi îl vede pe Bogdan Spițîn și vorbește cu el.
În timpul următoarei sesiuni de comunicare cu Hius, Ermakov aude strigătul lui Krutikov, după care legătura este întreruptă. În cazul încetării comunicării, el și Krutikov au fost de acord că, dacă Hius trebuie să părăsească mlaștina, navigatorul la un moment dat va lansa rachete de semnalizare pentru a arăta noua localizare a navei. Ermakov vede prin binoclu ceea ce consideră lumini ale rachetelor de semnalizare și cartografiază punctul de lansare a acestora, dar timpul de lansare nu coincide cu cel convenit; nu este clar dacă acestea au fost într-adevăr semnale ale navei, sau doar flash-uri atmosferice. Legătura cu nava nu este niciodată refăcută.
Krutikov în timpul comunicării simte tremuratul navei și își dă seama că Hius cade într-o mlaștină. Într-un minut, nava se va răsturna și va fi imposibil să decoleze. Mihail, țipând de groază (acesta a fost strigătul auzit de Ermakov), se grăbește spre panoul de control, pornește motorul și duce nava departe de mlaștină, aterizând pe un platou stâncos la doar câteva zeci de kilometri distanță. Comunicarea cu expediția se pierde din cauza defectării antenelor, iar Mihail lansează rachete de semnalizare. Mai târziu, descoperă o eroare – ceasul său de mână este cu 12 minute în urmă. Rachetele nu au fost lansate la timp și nu există nicio certitudine că prietenii le vor observa.
După instalarea balizelor radio, cercetașii se întorc, dar într-o zonă numită „Centura roșie”, vehiculul de teren este afectat de o explozie nucleară subterană. Ermakov moare în vehiculul de teren care s-a topit, iar picioarele lui Dauge sunt grav arse. Oxigenul este suficient supraviețuitorilor doar pentru câteva zile, iar apoi vor trebui să respire aerul de pe Venus, trecut prin filtre. Bîkov și Iurkovski, sufocându-se în aerul cald, îl trag pe Dauge după ei înșiși. Uitând de antipatia dintre ei, își salvează reciproc viețile din când în când. După ce a ajuns în locul a aterizat prima dată Hius și nu găsesc nava acolo, Bîkov se duce spre coordonatele lui Ermakov - el crede în calculele căpitanului decedat, care aproape niciodată nu a făcut greșeli. Alexei Bîkov îi scoate pe Dauge și pe Iurkovski care sunt epuizați, legându-se de ei cu curele. Krutikov, care a părăsit nava în căutarea prietenilor, aproape imediat se împiedică de Alexei, care nu mai vede nimic, dar încă se târăște înainte. Navigatorul își duce camarazii în navă unul câte unul. După ce își revin, Bîkov și Iurkovski aud la radio semnale de apel ale balizelor montate de ei.

### Epilog
Cartea se încheie cu un epilog - o scrisoare a planetologului Volodka Iurkovski către Bîkov (biruitorul deșerturilor de pe Pământ, de pe Venus etc, etc, mândria anului trei al Școlii superioare de Cosmonautică...), scrisă la doi ani după evenimentele principale. Iurkovski zace într-un spital de pe Venus, sănătatea lui s-a deteriorat după o altă expediție în jurul Golcondei. Bîkov studiază la Școala Superioară de Cosmonautică ca astronaut. Se menționează că Mihail Krutikov continuă să zboare pe Hius, iar după un tratament lung (a suferit mai mult decât toți ceilalți care au supraviețuit) Dauge a cerut să fie trimis pe Venus. Scrisoarea descrie pe scurt „atacul” masiv asupra Golcondei uranice, întreprins după întoarcerea lui Hius, „atac” încununat cu succes.

### Enigma lui Tahmasib
În roman, apare și elemente ale povestirii în ramă. Enigma lui Tahmasib (Centura roșie; enigma morții celor trei geologi, enigma Golcondei) este concepută pentru a adăuga o intrigă suplimentară narațiunii: moartea misterioasă a geologului Tahmasib Mehti și a camarazilor săi din expediția anterioară în regiunea Golcondia uranică și avertismentul său pe moarte „Centura roșie! Ferește-te de Centura roșie!”. La sfârșitul romanului, cu prețul morții pilotului Spițîn și a comandantului expediției Ermakov care se afla în aceea zonă, se dovedește că „centura roșie” este o formă de viață neproteică, o colonii de bacterii; viață anorganică care se hrănește cu radiații radioactive.  Apariția coloniilor de bacterii anorganice la suprafața planetei prefigurează o explozie nucleară subterană.

## Personaje
Membrii echipajului
- Bîkov Alexei Petrovici,  inginer-mecanic, specialist în vehicule de transport cu propulsie nucleară, de la Baza expediționară sovieto-chineză din Gobi
- Grigori Iohanovici Dauge, geolog
- Anatoli Borisovici Ermakov, comandantul expediției
- Bogdan Spițîn, pilotul navei Hius-2
- Mihail Krutikov, navigatorul navei Hius-2
- Vladimir Iurkovski, geolog

Alții
- Tahmasib Mehti, geolog al unei expediții anterioare

## Primire
În 1959, Țara norilor purpurii a primit premiul al III-lea la concursul pentru cea mai bună carte despre știință și tehnologie scrisă pentru copiii de vârstă școlară, premiu oferit în cadrul Ministerului Educației al RSFSR (premiul I a fost acordat lui I. A. Efremov pentru romanul său Nebuloasa din Andromeda). A fost singurul premiu literar sovietic oficial al fraților Strugațki în URSS pe care l-au primit până în 1981.

## Adaptări
Frații Strugațki au pregătit un scenariu bazat pe cartea Țara norilor purpurii. Scenariul nu a supraviețuit.
În 1998, scriitorul sovieto-moldovean Vasili Pavlovici Șepetniov (Василий Щепетнёв), pe baza cărții Țara norilor purpurii, a scris romanul Peștele auriu (Позолоченная рыбка, 1998), publicat în antologia Vremea studenților-2 (Время учеников-2), roman care a primit premiul Melcul de Bronz (ронзовая улитка, 1999). Potrivit intrigii acestui roman, care aparține ciclului "Fantezii libere pe baza lumilor create de frații Strugațki" («Свободные фантазии на тему миров Стругацких»), expediția pe Venus a fost inițial planificată pentru a preleva mostre de forme de viață care se hrănesc cu elemente radioactive. Acest lucru a făcut posibilă distrugerea tuturor arsenalelor nucleare din Occident și instaurarea comunismului mondial.

## Traduceri
În limba română a fost tradus de Igor Block după textul original apărut la editura Detgiz în 1959. Romanul Țara norilor purpurii a fost publicat de Editura Tineretului în 1961. Conform prefeței, textul a fost considerat o nuvelă științifico-fantastică.